# Southeastern Film Critics Association
La Southeastern Film Critics Association (SEFCA) est une association de critiques de cinéma basée au Sud-Est des États-Unis, et fondée en 1992.
Elle remet chaque année les Southeastern Film Critics Association Awards (SEFCA Awards), qui récompensent les meilleurs films de l'année.

## Catégories de récompense
- Meilleur film
- Meilleur réalisateur
- Meilleur acteur
- Meilleure actrice
- Meilleur acteur dans un second rôle
- Meilleure actrice dans un second rôle
- Meilleure distribution
- Meilleur scénario original
- Meilleur scénario adapté
- Meilleure photographie
- Meilleur film en langue étrangère
- Meilleur film d'animation
- Meilleur film documentaire
- Wyatt Award